# 229
- Wikisource

| Calendário gregoriano                                                        | 229 CCXXIX                      |
| Ab urbe condita                                                              | 982                             |
| Calendário arménio                                                           | -323 – -322                     |
| Calendário bahá'í                                                            | -1615 – -1614                   |
| Calendário budista                                                           | 773                             |
| Calendário chinês                                                            | 2925 – 2926                     |
| Calendário copta                                                             | -55 – -54                       |
| Calendário etíope                                                            | 221 – 222                       |
| Calendários hindus - Vikram Samvat - Calendário nacional indiano - Cáli Iuga | 284 – 285 150 – 151 3329 – 3330 |
| Calendário Holoceno                                                          | 10229                           |
| Calendário islâmico                                                          | 405 BH – 404 BH                 |
| Calendário judaico                                                           | 3989 – 3990                     |
| Calendário persa                                                             | 393 BP – 392 BP                 |
| Calendário rúnico                                                            | 479                             |
| Calendário solar tailandês                                                   | 772                             |

229 (CCXXIX, na numeração romana) foi um ano comum do século III que começou numa quinta-feira, segundo o calendário juliano.  Segundo o horóscopo chinês, foi o ano do Galo.
| Ano completo                        |
| ----------------------------------- |
| Ano comum com início à quinta-feira |